# Wakefield and District League
Wakefield and District Football Association League là một giải bóng đá nằm ở Yorkshire, Anh. Giải có tổng cộng 4 hạng đấu, cao nhất là Premier Division, nằm ở Cấp độ 14 trong Hệ thống các giải bóng đá ở Anh. Giải đấu này góp đội cho West Riding County Amateur Football League và West Yorkshire Association Football League. Horbury Town, Garforth Rangers, Rothwell, Thornes, và Thornhill là những đội gần đây nhất lên hạng từ giải này. Horbury (năm 2005), Garforth & Rothwell (năm 2010) và Thornhill (năm 2013) chọn thi đấu ở West Yorkshire League trong khi Thornes (2013) thi đấu ở West Riding County Amateur League.
Fieldhead Hospital, dựa trên bệnh viện cùng tên, là đội lâu đời nhất giải đấu, gia nhập từ mùa giải 1973–74, và hiện tại vẫn đang thi đấu trong giải.

## Đội vô địch
| Mùa giải | Premier Division        | Division One               | Division Two       | Division Three        | Jim Callaghan Cup            |
| -------- | ----------------------- | -------------------------- | ------------------ | --------------------- | ---------------------------- |
| 2004–05  | Horbury Town            | Mitres Well                | AFC Thornhill      | Sandal Athletic Dự bị | Walton                       |
| 2005–06  | Airedale Celtic         | White Bear Kexborough      | Ryecroft Sports    | Stanley United Dự bị  | Sandal Athletic              |
| 2006–07  | Airedale Celtic         | Thornhill                  | Stanley Arms       | Cliffe Tree           | Airedale Celtic              |
| 2007–08  | Horbury Cherry Tree     | Stanley Arms               | Alverthorpe WMC    | Ossett Two Brewers    | Airedale Celtic              |
| 2008–09  | Horbury Cherry Tree     | Gate                       | Royston            | Garforth Rangers      | Horbury Cherry Tree          |
| 2009–10  | Thornhill               | Rose of York               | Garforth Rangers   | Hopetown              | Thornhill                    |
| 2010–11  | Dodworth Miners Welfare | Garforth Working Mens Club | Fieldhead Hospital | White Hart            | Morley Cricket & Sports Club |
| 2011–12  | Crofton Sports          | Fieldhead Hospital         | Plough             | Crown Alverthorpe     | Gate                         |
| 2012-13  | Gate                    | FC Gawthorpe               | Horbury Town Dự bị | New Wheel             | Gate                         |
| 2013-14  | Rothwell                | Snydale Athletic           | Crackenedge        | Altofts 'A'           | Crofton Sports               |
| 2014-15  | Beechwood Gate          | AFC Ossett                 | New Wheel          | White Rose            | Beechwood Gate               |

## Các câu lạc bộ mùa giải 2015–16
Premier Division
- AFC Kettlethorpe
- AFC Ossett
- Beechwood Gate
- Crackenedge
- Crofton Sports
- Fieldhead Hospital
- FC Gawthorpe
- Halton Moor
- Leodis
- Prince of Wales
- Snydale Athletic
- Walton

Division One
- Eastmoor
- Featherstone Colliery Dự bị
- Healdfield
- Marsh
- New Pot Oil
- Nostell Miners Welfare Dự bị
- Old Bank Working Mens Club
- Ossett Dynamos
- Pontefract Sports & Social
- Royston Cross
- Seacroft Dự bị

Division Two
- Durkar
- FC Prince
- Fox & Hounds Batley
- Horbury Athletic
- Methley United
- Queen
- Red Lion Alverthorpe
- Ryhill
- Stanley United Dự bị
- Wakefield City Dự bị

Division Three
- AFC Junction
- Crofton Sports Dự bị
- Eastmoor Dự bị
- Fleece
- Henry Boons
- Middleton Old Boys
- New Carlton
- Overthorpe Sports Dự bị
- Snydale Athletic Dự bị
- Waterloo
- Wheatsheaf